# Koseidon/Starzinger
Koseidon/Starzinger è un singolo del gruppo Superobots, pubblicato nel 1981.

## Lato A
Koseidon è un brano scritto, musicato ed arrangiato dai Fratelli Balestra ed inciso dai Superobots come sigla della serie televisiva giapponese omonima.

## Lato B
Starzinger è un brano scritto da Giancarlo Balestra, sulla musica originale della sigla giapponese di Shunsuke Kikuchi, arrangiamento originale di Nozomi Aoki e testo originale di Akira Itō, riadattato da Giancarlo Balestra nel testo italiano, inciso dai Superobots.